# Mali Konec
Mali Konec je naselje v Občini Grosuplje.